# 머큐리 (프로그래밍 언어)
머큐리(Mercury)는 함수·논리형 언어이다. 멜버린 대학교의 컴퓨터 과학부에서 개발하였으며, 1995년도에 처음 공개되었다. 머큐리는 순수 선언형 언어로 프롤로그와 하스켈의 영향을 받았으며, 구현체인 멜버른 머큐리 컴파일러는 다양한 플랫폼에서 동작할 수 있을 뿐만 아니라 여러 백엔드도 지원한다.
언어적으로 강적·정적·다형적 형 시스템이며, 프롤로그를 기반으로 하고 있으면서 기본 개념을 공유하고 있기 때문에 문법에 있어서 언어 특성에 따른 부분을 제외하고는 많은 부분이 비슷하게 보인다.

## 문법
겉으로 보기에는 대체로 비슷해 보인다. 살펴 본다면,
- 숫자는 프롤로그와 달리 정수와 실수를 구분한다.
- 문자열은 인용부호("")로 감싸야 한다.
- 리스트는 빈 리스트 [], 숫자 리스트 [1,2,3], 문자 리스트 [a,b,c] 따위로 사용할 수 있으며, [Head | Tail] 로 쪼개는 것도 그대로 따르고 있다. 리스트의 표현 [1,2,3] = [1|[2|[3|[]]]] = '.'(1,'.'(2,'.'(3, []))).
- 규칙(또는 절)은 Head = Result :- Body 의 구조를 가지며, 명세적인 내용물이 작성되는 바는 그것이 어떻게 선언과 결정이 되었느냐에 따라 조금씩 달라진다.

## 예제
```
:-
 
module
 
fac
.

:-
 
interface
.

:-
 
import_module
 
io
.

:-
 
pred
 
main
(
io
:
:di
,
 
io
:
:uo
)
 
is
 
det
.

:-
 
implementation
.

:-
 
import_module
 
int
.

:-
 
func
 
fac
(
int
)
 
=
 
int
.

fac
(
N
)
 
=
 
F
 
:-
 
(
 
N
 
=
 
0
 
->
 
F
 
=
 
1

              
;
 
F
 
=
 
N
 
*
 
fac
(
N
-
1
)

              
).

main
 
-->

    
io
.
write_string
(
"Hello, factorial!\n"
),

    
io
.
write_int
(
fac
(
10
)),

    
io
.
nl
.

```

```
mmc -m fac
```

## 같이 보기
- 앨리스 (프로그래밍 언어)
- 오즈 (프로그래밍 언어)